# Entedon magnificus
Entedon magnificus är en stekelart som först beskrevs av Girault och Alan Parkhurst Dodd 1913.  Entedon magnificus ingår i släktet Entedon och familjen finglanssteklar. Inga underarter finns listade i Catalogue of Life.